# Cyathea asplenioides
Cyathea asplenioides är en ormbunkeart som först beskrevs av Albert Charles Smith, och fick sitt nu gällande namn av Maarten J.M. Christenhusz. Cyathea asplenioides ingår i släktet Cyathea och familjen Cyatheaceae. Inga underarter finns listade.